# Società Canottieri Esperia-Torino

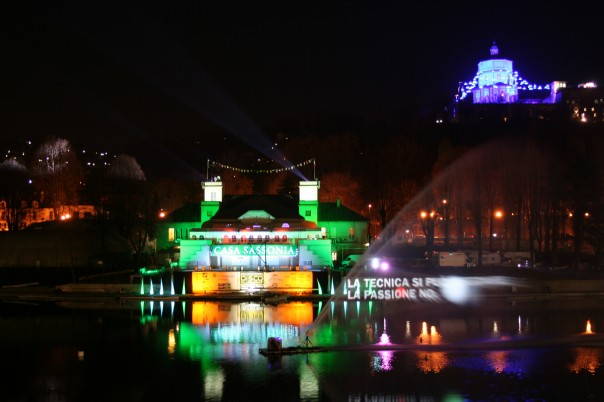
L'esperia durante i XX Giochi olimpici invernali.

La Società Canottieri Esperia - Torino è una associazione sportiva torinese di canottaggio. La società fu fondata nel 1886 e la sua sede dal 1929 si trova sulla riva orientale del Po in Corso Moncalieri 2, all'altezza della Chiesa della Gran Madre di Dio. La sede appartiene al patrimonio storico della città di Torino. I colori sociali sono il giallo ed il blu in concomitanza con i colori di Torino. È anche una società tennistica dotata di cinque campi da tennis. Molte sono le persone che si ritrovano la sera nel ristorante della società per giocare a bridge. Da qualche anno la società ha aggiunto anche una sezione canoistica.

## Storia
La storia della società ha inizio il 30 agosto 1885 alcuni appassionati di canottaggio riunitisi nella Birreria della Borsa decisero di promuovere la ginnastica del canottaggio. Il 30 maggio 1886 fu fondata la Società Canottieri Esperia. Più o meno negli stessi anni nacque la Società Canottieri Torino, come appendice della Reale Società Ginnastica di Torino. Negli anni venti del novecento le due società si unirono per realizzare la sede attualmente utilizzata.
La fusione ebbe il patrocinio di Gabriele D'Annunzio a cui si deve il motto della società: Si spiritus pro nobis, qui contra nos ed il pennone dell'incrociatore Trieste ancora usato come portabandiera.

## La Sede
Il progetto e la realizzazione sono opera dell'architetto Enrico Boccielli. Progettata nel 1926 e inaugurata il 2 dicembre 1928, l'edificio è molto più campagnolo che urbano. Gode di una splendida balconata con vista sui murazzi e un ampio salone centrale con ristorante e al piano sottostante un ampio deposito barche.

## Agonismo
La squadra agonistica è allenata da Roberto Romanini. La squadra dilettantistica (9-14 anni) da Carlotta Zuanon.

## Regata d'Inverno sul Po
La Regata, anche conosciuta con il nome italiano inverno sul Po, è una delle più importanti regate organizzate a Torino. Consiste in un percorso di 6 km dall'isolotto di Moncalieri fino alla società ed è organizzata agli inizi di febbraio. Negli ultimi anni gli iscritti hanno superato i mille partecipanti; quest'anno erano 1200 provenienti, oltre che dall'Italia, da Francia, Svizzera, Austria, Gran Bretagna, Lituania e Turchia. La Gara è aperta per le imbarcazioni singolo, 7.20 , doppio, due senza, quattro di coppia, quattro senza e otto.

## Giochi olimpici invernali
Durante i XX Giochi olimpici invernali, l'Esperia è stata sede di Casa Sassonia.